# Двухфакторная теория мотивации Герцберга
Двухфакторная теория мотивации — психологическая теория мотивации, созданная в конце 1950-х годов Фредериком Герцбергом. Согласно этой теории, на рабочем месте, наряду с определёнными факторами, которые вызывают удовлетворение от работы, в то же время, существует отдельный набор факторов, который вызывает неудовлетворённость от работы.

## Основные сведения
Теория базируется на потребностях человека. По его просьбе, 200 инженеров и бухгалтеров одной крупной фирмы описали ситуации, когда их работа приносила им особое удовлетворение и когда она особенно им не нравилась. В результате экспериментов, Герцберг пришёл к выводу, что существуют две основные категории факторов оценки степени удовлетворённости от выполненной работы: факторы, удерживающие на работе, и факторы, мотивирующие к работе.
- Факторы, удерживающие на работе (гигиенические факторы) — административная политика компании, условия труда, величина заработной платы, межличностные отношения с начальниками, коллегами, подчинёнными.

- Факторы, мотивирующие к работе (мотиваторы) — достижения, признание заслуг, ответственность, возможности для карьерного роста.

Гигиенические факторы связаны со средой, в которой выполняется работа. По теории Герцберга, отсутствие или недостаток гигиенических факторов приводит к неудовлетворённости человека своей работой. Но, если они представлены в достаточном объёме, сами по себе они удовлетворения не вызывают и не способны мотивировать человека к нужным действиям.
Отсутствие мотиваторов, а они связаны с характером и сутью самой работы, не ведет к неудовлетворению людей работой, однако их присутствие в должной мере вызывает удовлетворение и мотивирует работников к нужным действиям и повышению эффективности.
Следует обратить внимание на то, что Герцберг сделал парадоксальный вывод о том, что заработная плата не является мотивирующим фактором. С другой стороны, действительно, она является мотиватором лишь до определённого момента.
Теория Герцберга получает своё развитие в работах других ученых, которые проводят анализ теории в качестве основы для изучения межкультурной мотивации